# احمدآباد یلمقانی
احمدآباد دیلمقانی، روستایی از توابع بخش مرکزی شهرستان زرند در استان کرمان ایران است.

## جمعیت
این روستا در دهستان وحدت قرار دارد و براساس سرشماری مرکز آمار ایران در سال ۱۳۸۵، جمعیت آن ۹۶۳ نفر (۲۲۹خانوار) بوده‌است.